# از بزرگ و قدرتمند
اُزِ بزرگ و قدرتمند (به انگلیسی: Oz the Great and Powerful) فیلمی فانتزی و ماجراجویی محصول سال ۲۰۱۳ به کارگردانی سم ریمی است. در این فیلم جیمز ادوارد فرانکو، میلا کونیس، میشل ویلیامز، ریچل وایس، زک برف بازی کردند.

## خلاصه داستان
اسکار زوروستر(جیمز فرانکو)یک تردست در کانزاس است او می‌خواهد فردی بزرگ و قدرتمند باشد برای همین لقب از بزرگ وقدرتمند را برای خود انتخاب کرده‌است که از مخفف اسم او می‌باشد او همواره در تردستیهایش با مشکل رو به رو می‌شود و تماشاگرا پول خود را از او طلب می‌کنند و او مجبور به فرار می‌شود یک روز که او در با بالن خود در حال فرار است گرفتار طوفان عظیمی می‌شود.
او وارد سرزمینی به نام از می‌شود که همنام اوست او در آن جا با دختری به نام تئودورا (میلا کونیس) رو به رو می‌شود و تئودرا به او می‌گوید در پیش‌بینی آمده که تردستی که نامش هم نام این سرزمین است اینجا را نجات داده و پادشاه آن می‌شود و اسکار به او قول می‌دهد تا او را در آینده ملکه این سرزمین کند تئودرا او را با خود نزد خواهرش اوانورا (ریچل وایس) می‌برد، اوانورا به او می‌گوید تردست بدجنسی وجود دارد که باعث تباهی شده او پدر خودش را که قبلاً پادشاه اینجا بوده کشته و به اسکار می‌گوید تنها راه اینکه این سرزمین متحد شود کشتن جادوگر بدجنس است که گلیندا نام دارد.
او پس از پیمودن راهی طولانی همراه با یک عروسک چینی و یک میمون پرنده که همراهان اوهستند به سرزمین جادوگر بدجنس می‌رسد اما او آنجا پس از ملاقات با گلیندا(میشل ویلیامز) متوجه می‌شود که جادوگر بدجنس او نیست بلکه اوانورا می‌باشد گلیندا از اسکار(جیمز فرانکو) می‌خواهد تا به او کمک کند.
از طرفی اوانورا موفق می‌شود تا خواهرش تئودرا را علیه اسکار کند و به او یک سیب می‌دهد که باعث شرارت و بدجنسی تئودرا می‌شود تئودرا سیب را می‌خورد و می‌فهمد جادوگر بدجنس خواهر خودش است نه گلیندا اما سیب اثر خود را می‌گذارد و او به فردی بدجنس با صورتی زشت تبدیل می‌شود تئودورا(میلا کونیس) که حالا فردی شرور شده به نزد فرانک می‌رود و او واهالی شهر از وگلیندا را تهدید می‌کند.
اسکار که ترسیده می‌خواهد فرار کند اما گلیندا او را متقاعد به ماندن می‌کند و می‌گوید می‌دانم تو قدرت زیادی نداری و شیاد هستی ولی باعث امید می‌شوی فرانک با استفاده از کتاب ادیسون که همراه دارد حقه‌هایی پیاده می‌کند و تصمیم به حمله به اوانورا می‌گیرد اما در شهر زمرد او وانمود می‌کند می‌خواهد با بالن فرار کند اما در حین فرار تئودورا بالن او را با آتش می‌زند و همه فکر می‌کنند فرانک مرده اما او نمرده و با تولید یک دود غلیظ وانمود می‌کند روح او برگشته و می‌خواهد از دو خواهر بدجنس انتقام بگیرد و موفق می‌شود آن‌ها را فراری دهد و گیلیندا به تخت می‌نشیند.

## بازیگران
- جیمز فرانکو در نقش اسکار زوروستر
- میلا کونیس در نقش تئودورا
- میشل ویلیامز در نقش گلیندا
- ریچل وایس در نقش اوانورا
- زک برف صدای فینلی (میمون پرنده همراه اسکار)
- بیل کوبس در نقش بند زن
- آنتونی کاکس در نقش کوناک
- جوئی کینگ صدای عروسک چینی
- استیون آر. هارت